# 李元簇
李元簇（1923年9月24日—2017年3月8日），字玉鰲，號肇東，中華民國第8任副總統。生於湖南省平江縣梅仙東高村，中國國民黨籍法律學家及政治人物。曾担任法官、國立政治大學校長、教育部部長、反共救國團主任、法務部部長、總統府秘書長以及國民黨副主席等職，並於1990年至1996年間出任副總統，成為李登輝總統的副手。

## 生平

### 早年岁月
1946年，自中央政治學校法政系畢業，並考取高等司法官資格，前往蘭州、迪化等地擔任當地地方法院之推事。後來，升任為當地高等法院推事，兼任《掃蕩報》與《青島日報》駐蘭州記者。

### 政治生涯
1949年，隨中華民國政府前往臺灣，歷任新竹地方法院推事、臺灣高等法院推事、臺灣省保安司令部及臺北衛戍司令部軍法處處長。任軍法處長時，台灣爆發劉自然事件，在搗毀美國大使館情緒中，李元簇公開審判，並允許被告自行延聘律師辯護，使神秘的軍法體系得以向民眾公開。
1958年，前往波昂大學進修，在1963年獲得法學博士學位。
1963年返回臺灣後，出任《中央日報》社論主筆。1969年，被聘任為國防部法制司司長，開啟其政壇生涯。後來，歷任國防部顧問兼法規司司長、行政院法規會及訴願委員會主任委員，並擔任國立政治大學專任教授兼法律研究所所長，以及校長，教育部部長、法務部部長等。1978至1984年於法務部期間，推動了審檢分立、建立賠償制度、偵查中選任辯護人、獄政現代化等開明措施。
1990年二月政爭中，李元簇於臨時中央全体委員會議前一天，得到國民黨副秘書長鄭心雄通知「非主流派」李煥與郝柏村結盟的消息，李元簇以出身情治系統的敏感度緊急向李登輝通報，加上後來來自警政與心腹蘇志誠的情資，李登輝才一夕間心生警覺並反守為攻，使李登輝陣營成功反制「非主流派」。
1990年3月21日，經國民大會選舉成為中華民國第8任副總統，於同年5月20日與總統當選人就職。是迄今最後一位出生於中國大陸、以間接選舉產生的副總統。任內行事低調，並被外界形容為「沒有聲音的副總統」。

### 退休生活
1996年5月20日，卸任後宣告退休，被聘為總統府資政。退休後，長年隱居於苗縣頭份市鄉間。1998年1月22日，夫人徐曼雲女士先一步離世，此后李元簇獨居當地。

## 逝世

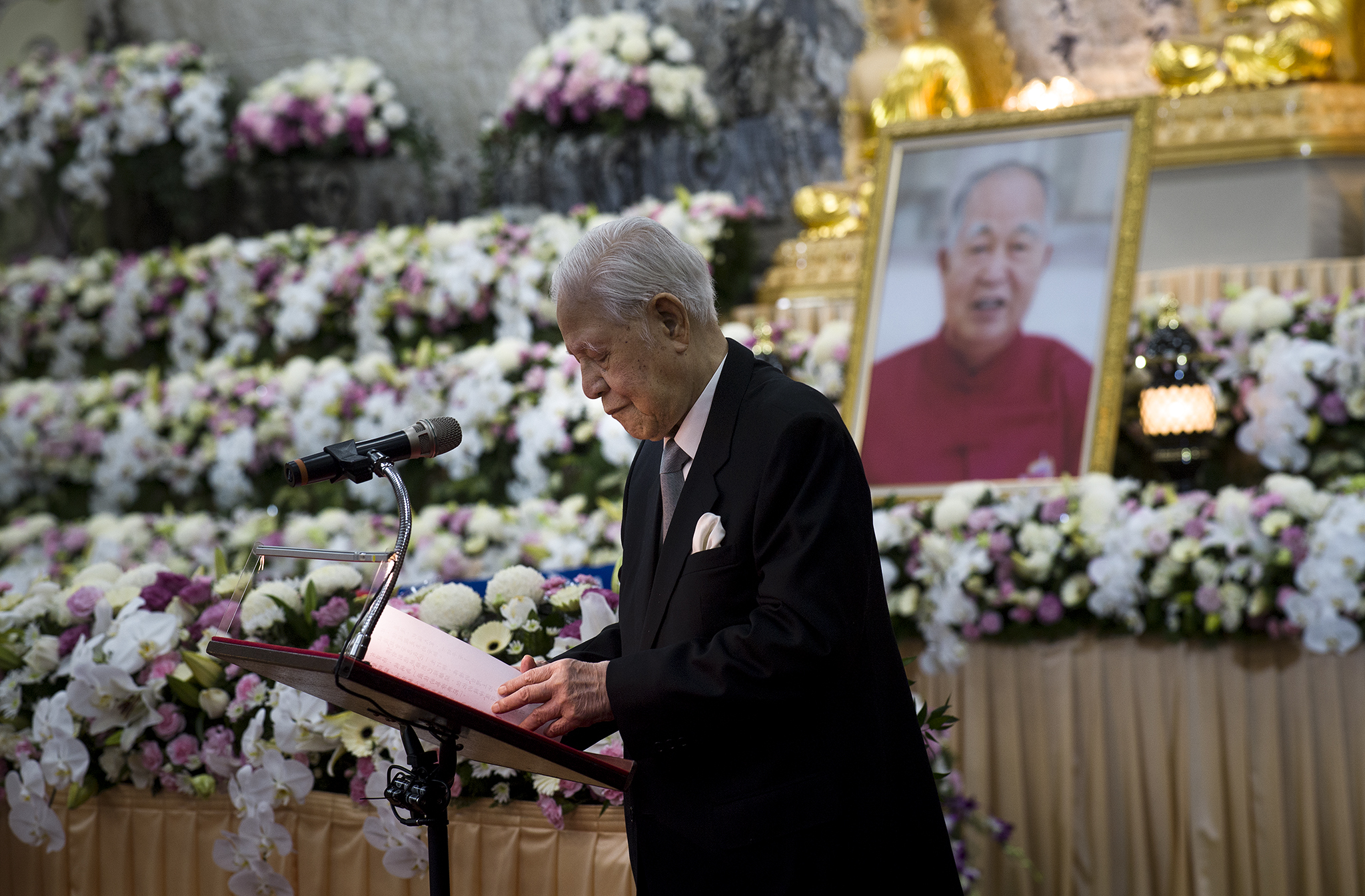
前總統李登輝於前副總統李元簇的告別式上致詞

2017年3月8日4時15分，因慢性腎臟病放棄急救過世，享耆壽94歲（滿93週歲）。
2017年3月31日，在臺北市立第一殯儀館景行廳舉行告別式，獲總統蔡英文親頒褒揚令，並舉行覆蓋中華民國國旗儀式，由副總統陳建仁擔任主祭官，內政部部長葉俊榮、外交部部長李大維、國防部部長馮世寬和監察委員劉德勳擔任覆旗官，隨後放追思影片，再由李登輝發表追思談話。臺北市立第二殯儀館火化後，在新北市金山區以佛教儀式樹葬植存於法鼓山金山環保生命園區。
褒揚令原文如下：

前副總統李元簇，沖默澹泊，清勤弘器。少歲失怙偃蹇，淬勉耽學，卒業中央政治學校；嗣負笈歐陸，獲德國波昂大學法學博士學位，沉潛濬瀹，宣通載籍。崢嶸歲月，四郊多壘，持秉書生報國襟懷，遠赴邊關北地服務，當艱彌奮，執志不遷。復通過司法官高等考試，自願來臺，開啟理冤摘伏職涯，秦庭朗鏡，法外仁昭。嗣迭膺重寄，支策據梧，於接掌國立政治大學暨教育部期間，著重人文社會科學，提升學術研究水準；進行校務學門評鑑，厚實技職體系發展；研擬教育政策方針，強化國際交流合作，樹教陶鎔，斯文振起；運帷謨慮，胸臆自出。旋履任司法行政部暨法務部部長，貫徹實施審檢分隸，初創國家賠償新法；確立緊急拘提機制，打擊貪瀆經濟犯罪；擴廣地方調解範疇，增益教化觀護成效，廉平裁規，民譽芳騰。尤以當選第八任副總統，銜命推動憲政改革，殫心終止萬年國會，克成總統暨中央民意代表直選，掊斗折衝，洞貫肯綮；股肱扶翼，襄贊廟廊，允為臺灣民主憲政之重要推手，爰獲頒一等卿雲勳章殊榮。綜其生平，朝野欽挹風猷，中外感慕聲采，遺緒遐祚，德隆望尊。遽聞殂落，震悼罔極，應予明令褒揚，用示政府崇禮元勳之至意。

總　　　統　蔡英文　　　　

行政院院長　林　全　　　　

## 家庭
妻子為徐曼雲，為前司法行政部政務次長徐世賢之女；婚后育有二子：長子為李立心，次子為李立天。

## 影視形象

### 電視劇
| 年份 | 名稱       | 演員   |
| ---- | ---------- | ------ |
| 2019 | 國際橋牌社 | 鍾倫理 |